# Anna de la Tour
Anna de la Tour (d'Auvergne) (després 1495 - 1524), fou comtessa d'Alvèrnia (a partir de 1501), comtessa del Lauraguès, senyora de La Tour, de Saint-Saturnin, i de Montrodon; era filla de Joan IV d'Alvèrnia i de Joana de Vendôme. El 1501 era molt jove (uns 6 anys) i va quedar sota tutela de la mare fins al 1511 (quan la mare va morir). Els títols els compartia amb la seva germana Magdalena de la Tour.
Es va casar el 8 de juliol de 1505 amb el seu cosí John Stuart segon duc d'Albany, sense posteritat. Va testar el 16 de juny de 1524 deixant els seus comtats a la seva neboda (filla de Magdalena), Caterina de Mèdici, després reina de França. Va morir en el mateix mes.